# SV Limburgia
L'Sport Vereniging Limburgia fou un club de futbol neerlandès de la ciutat de Brunssum.
El club va ser fundat el 9 de maig de 1920 amb el nom Rhenania. El 1927 es traslladà a Park Limburgia i adoptà el nom Sportvereniging Staatsmijn Hendrik. El 14 de juliol de 1936 esdevingué SV Limburgia. La temporada 1949-50 es proclamà campió nacional. Amb la introducció del professionalisme el club passà a un segon nivell. El 30 de juny de 1998 es fusionà amb RKBSV per formar el BSV Limburgia.

## Palmarès

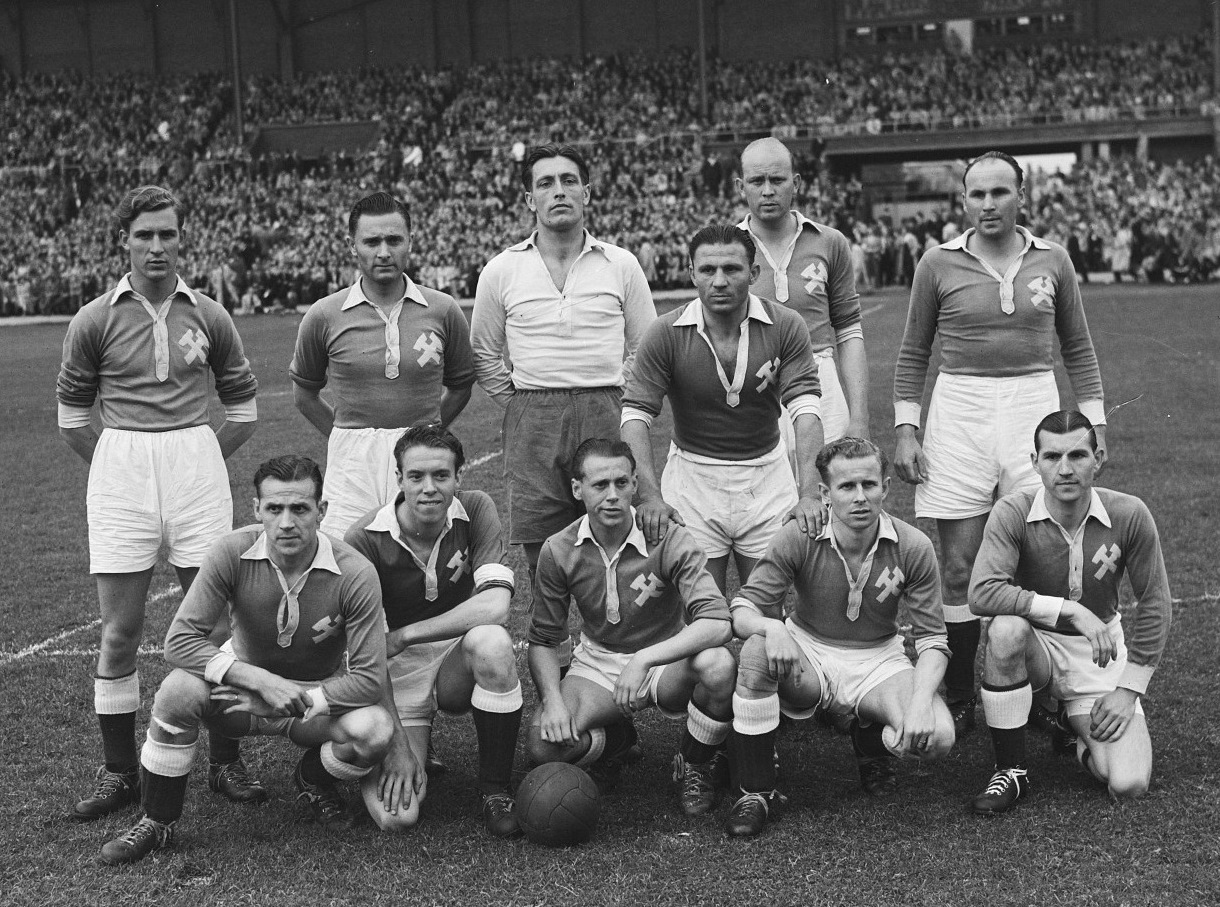
Limburgia el 1950.

- Lliga neerlandesa de futbol: 
  - 1949-50